# Achille Majnoni d'Intignano
Marchese Achille Majnoni d'Intignano (Milano, 30 luglio 1855 – Erba, 15 febbraio 1935) è stato un architetto italiano, tra i maggiori del XIX secolo.

## Biografia
Il marchese Achille Majnoni d'Intignano nasce a Milano da Girolamo Bernardo e Giovanna Soresi, suo fratello è il senatore Luigi Majnoni d'Intignano. Compie gli studi di Ingegneria civile presso il Regio Istituto Tecnico Superiore di Milano, che diventerà il futuro Politecnico ottenendo il diploma nel 1878. Annobilito marchese da due generazioni, frequenta i salotti dell'alta società milanese da cui riceve le principali commesse professionali. Nel 1890 si sposò con Maria Baldovinetti Tolomei (1867-1957), di origini fiorentine, da cui ebbe due figli, Francesco (1890-1890) morto prematuramente e Massimiliano (1894-1957), detto Max.
Divenuto amico di Umberto I, con decreto del 30 marzo 1894 fu nominato ingegnere architetto a disposizione del re. Dal 1897 risiedette con la famiglia presso il Palazzo Reale di Milano, occupandosi prevalentemente della sistemazione delle dimore reali. A lui si deve in particolare la ristrutturazione degli interni della Villa Reale di Monza.
Membro della Commissione Araldica Lombarda e socio onorario dell'Accademia di Belle Arti di Milano, è membro del comitato organizzatore delle Esposizioni Riunite di Milano del 1894, per cui riceve la nomina di cavaliere dell'Ordine della Corona d'Italia. Con il nuovo secolo, negli anni di regno di Vittorio Emanuele III, mantiene l'incarico pubblico che affianca all'attività professionale, persistendo nello stile eclettico che aveva contrassegnato la sua attività del periodo umbertino.
Nel 1900 ristrutturò Villa Cagnola a Gazzada. Quale membro della commissione per l'arredo delle ambasciate italiane all'estero, si occupò della sistemazione di quelle di Parigi, di Bruxelles e di Bucarest. Nel 1925 lasciò Palazzo Reale per ritirarsi nella propria villa di Incino d'Erba, Villincino, dove morì nel 1935.

## Opere
- Rimaneggiamento della Villa Majnoni d'Intignano e parco all'inglese (Erba, 1880)
- Riallestimento degli appartamenti imperiali, Villa reale di Monza (Monza, 1889)
- Appartamenti reali, Villa reale di Monza (Monza, 1891-95)
- Restauro della Villa Pio Falcò di Savoia (Imbersago, 1894)
- Trasformazione della Villa Lurani Cernuschi (Cernusco Lombardone, 1895)
- Salone dei trofei, Castello di Sarre (Sarre, 1899)
- Villa Cagnola (Gazzada Schianno, 1900-01)
- Villa Lattuada (Casatenovo, 1901-07)
- Villa Trivulzio (Agrate Brianza, 1905)
- Villa  Zervudachi (Oggebbio, 1909-23)
- Arredo per l'Ambasciata d'Italia (Parigi, 1910-12)
- Arredo per l'Ambasciata d'Italia (Vienna, 1912-13)
- Villa Albertini (Gressoney-Saint-Jean, 1924-26)